# 鷸鴴類
鳥類，是一種於水岸邊活動的水鳥。其範圍主要包含以鷸科及鴴科為主的鴴形目鳥類，但不包含鴴形目下的另一分支：鷗亞目。鷸鴴類鳥類以居住於溼地周遭為其特徵，且是會遷徙的鳥類。其雛鳥孵化後，也常常在短短幾週或一個月的時間內，即放任幼鳥獨立生活。
涉禽是常常與這種鳥類混淆的名詞，兩者範圍實際上有所不同：其中在英式英語中的意思為「經常出現在岸邊的鳥」，而美式英語中則是特別指稱鷸鴴類；則恰好相反。而則特指腿較長的涉水鳥類。但均非中文中涉禽的完整範圍：鶴形目、鸛形目、紅鸛目及鷸鴴類本身。